# 駿河梅花文学賞
駿河梅花文学賞（するがばいかぶんがくしょう）は、かつて存在した日本の文学賞。「梅花文学大賞」は、その年に刊行された詩集・句集・歌集を対象に、公募はせず、選考委員の推薦合議により、一冊が選ばれた。初期の選考委員は、眞鍋呉夫、那珂太郎、種村季弘、加島祥造、笠原淳、高橋順子、春日井建、司修。後期より、高野公彦、正木ゆう子が加わる。静岡県沼津市の大中寺住職下山光悦の支援による駿河梅花文学賞実行委員会が主催した（後援　沼津市教育委員会・産経新聞社・静岡新聞社・SBS静岡放送・㈱リコー）。
公募の「梅花文学賞」の現代詩・短歌・俳句の審査は、一般・児童生徒・英語俳句の部門で行われ、贈賞式を2月11日に大中寺で開催した。『駿河梅花文学賞　作品集』の冊子を毎年発行。平成11年（1999）から始まり、平成20年（2008）まで設けられた。大中寺境内に駿河梅花文学賞の碑が建つ。

## 歴代受賞者一覧
- 第一回　平成11年度（1999）　水原紫苑　『客人』　　　　　　　　　河出書房新社（歌集）
- 第二回　平成12年度（2000）　山崎るり子『おばあさん』　　　　　　　　　思潮社（詩集）
- 第三回　平成13年度（2001）　宮本苑生　『へんしん』　　　　　　　　　　思潮社（詩集）
- 第四回　平成14年度（2002）　名取里美　『あかり』　　　　　　　　　　角川書店（句集）
- 第五回　平成15年度（2003）　四元康祐　『世界中年会議』　　　　　　　　思潮社（詩集）
- 第六回　平成16年度（2004）　藤田世津子『反魂草』　　　　　　　　ながらみ書房（歌集）
- 第七回　平成17年度（2005）　徳弘康代　『ライブレッドの重さについて』　詩学社（詩集）
- 第八回　平成18年度（2006）　齋藤恵美子『最後の椅子』　　　　　　　　　思潮社（詩集）
- 第九回　平成19年度（2007）　大木孝子　『あやめ占』　　　　　　　　　　槐書房（句集）
- 第十回　平成20年度（2008）　小島なお　『乱反射』　　　　　　　　　　角川書店（歌集）